# Lythrum tribracteatum
Lythrum tribracteatum é uma espécie de planta com flor pertencente à família Lythraceae.
A autoridade científica da espécie é Spreng., tendo sido publicada em Systema Vegetabilium, editio decima sexta 4(2): 190. 1827.

## Portugal
Trata-se de uma espécie presente no território português, nomeadamente em Portugal Continental.
Em termos de naturalidade é nativa da região atrás indicada.

## Protecção
Não se encontra protegida por legislação portuguesa ou da Comunidade Europeia.